# 小枝一雄

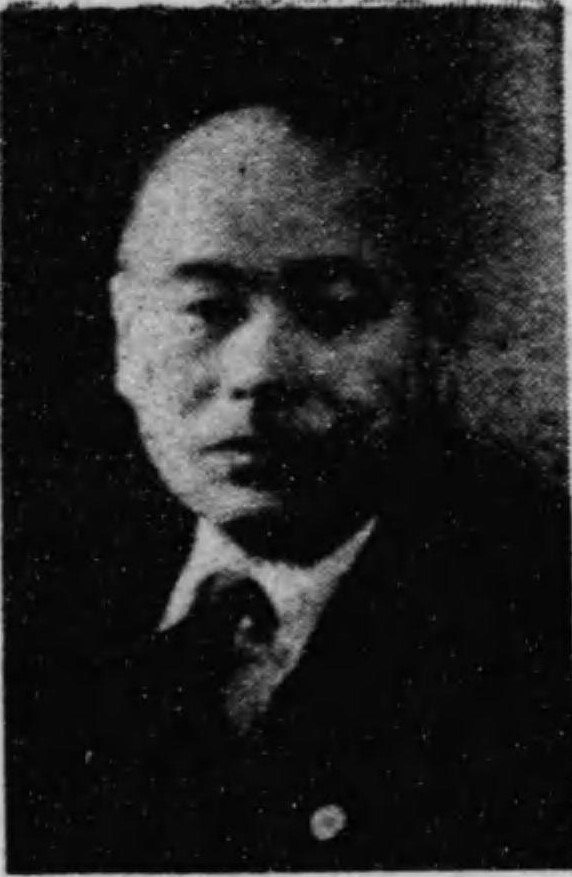
小枝一雄

小枝 一雄（こえだ かずお、1901年（明治34年）7月12日 - 1975年（昭和50年）6月22日）は、昭和期の政治家。衆議院議員（6期）、参議院議員（1期）、岡山県久米郡加美町長。農林畑一筋に活動し「地下足袋の小枝」と呼ばれた。

## 経歴
岡山県久米郡打穴村（中央町を経て現美咲町）の農家に生まれる。打穴尋常高等小学校を卒業。その後、東洋大学経済学部で学んだ。農業のかたわら中国民報（現山陽新聞）通信員となる。打穴村役場書記に就任し、同助役を務めた。1936年（昭和11年）岡山県会議員補欠選挙で当選し、3期在任した。その後、加美町長を務めた。
国民協同党岡山県支部長となり、1947年（昭和22年）4月、第23回衆議院議員総選挙で旧岡山1区から出馬して初当選。第24回、第25回総選挙ではいずれも次点で落選。1953年（昭和28年）4月の第26回総選挙で再選され、以後、第30回総選挙まで連続して再選され、1967年（昭和42年）1月の第31回総選挙では落選した。1968年（昭和43年）7月の第8回参議院議員通常選挙で岡山県地方区から出馬して当選。衆議院議員に通算6期、参議院議員に1期在任した。この間、衆議院農林水産委員長、第2次岸改造内閣農林政務次官、国民協同党中央委員、同社会部長、日本民主党副幹事長、同政調会中小企業部長、自由民主党政調農林部長、同総務会副会長、同代議士会副会長、同全国組織委員会副委員長、同新農政基本問題調査会副会長、同岡山県連会長などを務めた。
その他、岡山県中小企業連盟会長、同土地改良協会会長、同指導農業連運営委員長、全国土地改良事業団体連合会副会長、全国山村振興連盟副会長、全国和牛協会会長、全国農業会議所顧問、全国肉用牛協会会長などを務めた。
1971年（昭和46年）秋の叙勲で勲二等旭日重光章受章。
1975年（昭和50年）6月22日死去、73歳。死没日をもって従三位に叙され、銀杯一組を賜った。

## 親族
- 息子・小枝英勲 - 岡山県議会議員、岡山県久米郡中央町（現・美咲町）長[11]。